# 名糖産業
名糖産業株式会社（めいとうさんぎょう 英: Meito Sangyo Co.,Ltd.）は、愛知県名古屋市西区笹塚町2丁目41番地に本社を置く食品メーカー。
2025年9月1日から社名をmeitoに変更する。

## 概要
1945年（昭和20年）に創業。この時は配置薬のメーカー「富士製薬」として発足し、1953年（昭和28年）に旧：名古屋精糖の子会社で食品（製菓）メーカーのオックス製菓を吸収合併し現社名となった。社名、並びにブランド名の名糖（メイトー）は旧：名古屋精糖から資本を受けていることから、その名古屋精糖の略称に由来する。また、食品以外にも化成品営業部（東京都立川市）があり、こちらでは、医薬品、酵素、動物用飼料などの製造を行う。
看板商品は1970年から発売しているアルファベットチョコレートで、当時は個食タイプが主流であったチョコレートを大袋で発売しファミリー向け商品として人気を呼んだ。2016年のバレンタイン商戦では名古屋市の東山動植物園のイケメンゴリラ「シャバーニ」の写真をパッケージに使用したオリジナルデザインのアルファベットチョコレートを発売した。2020年に発売50周年を迎えたことを記念し、毎年10月26日を「アルファベットチョコレートの日」と制定した。日付は「ひとくちチョコ」であることから「一口」を「10と表し、アルファベットが26文字であることを合わせ10月26日としたもの。

## 主要商品
- 粉末飲料（レモンティー、アップルティー、ミルクティー、ココアなど）
- 菓子類（チョコレート、キャンディ、豆菓子（あとひき豆）など）

アサヒグループ食品が販売するキャンディ（三ツ矢サイダーキャンディなど）を委託生産している。
- アイスクリーム（ホームランバーなど） - 九州地区において製造販売している。

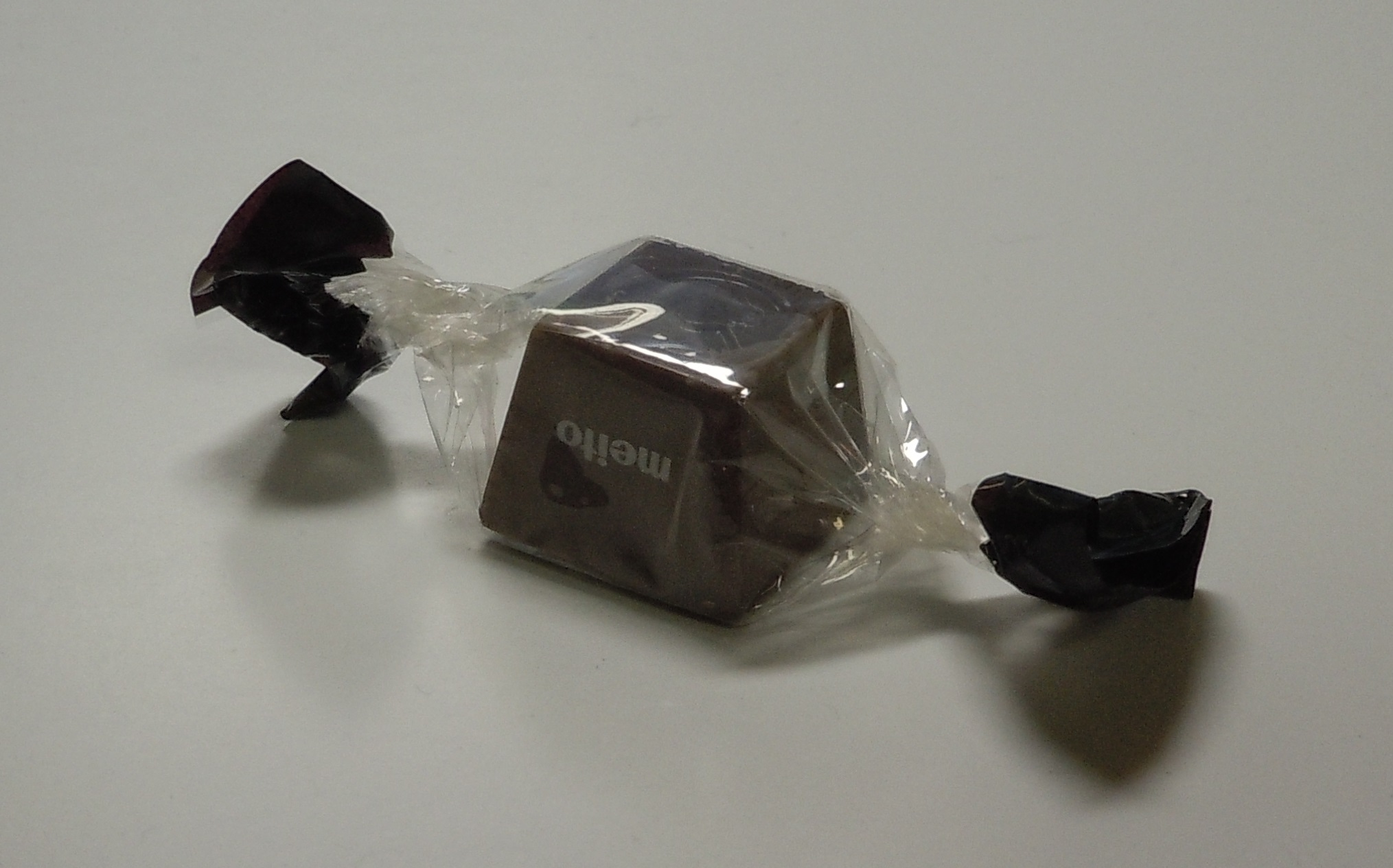
アルファベットチョコレート

- 酵素（リパーゼ、レンネット）
- デキストラン誘導体（診断薬等）

## 主な事業所所在地
- 本社・名古屋支店：愛知県名古屋市西区笹塚町2丁目41番地
- 名古屋工場：愛知県名古屋市西区東岸町2-68
- 瀬戸工場：愛知県瀬戸市南山口町1-1
- 枇杷島工場・名古屋研究所：愛知県清須市西枇杷島町替地25-5
- 小牧工場：愛知県小牧市大字大草字年上坂6355-1
- 八王子工場・東京研究所：東京都八王子市石川町2973-2
- 福岡工場・福岡支店：福岡県福津市花見の里2-11-1
- 化成品営業部：東京都立川市曙町1-18-2 一清ビル別館2階
- 東京支店：東京都千代田区神田錦町1-16-1 いちご神田錦町ビル8階
- 大阪支店：大阪府大阪市福島区福島6-13-7 Jプロ福島ビル3階

## 関連企業
エースベーカリー
ゼリー、バウムクーヘンの製造メーカー
名糖乳業
福岡県飯塚市。旧：名糖協同。福岡県で乳製品の製造、販売するメーカー。乳業再編に伴う合理化によって乳製品の自社製造を廃止。同じく福岡県内の永利牛乳（太宰府市）から供給されるOEM製品を販売している。また、名糖産業が販売するアイスクリームなども製造している。
協同乳業と同じく「名糖牛乳」を販売している。設立にあたって協同乳業の支援があったと見られる。協同乳業は、＜NS＞（名古屋精糖）、名糖乳業は＜MK＞（旧社名の名糖協同）で区別していた。「名糖ソフトパル」など同一商標の商品も製造販売していた。
名糖アダムス
モンデリーズ・ジャパンとの合弁。ホールズ・クロレッツなどADAMSブランドのガム・キャンディー類を製造
プリンスゴルフ
福岡県宮若市。ゴルフ場経営
おいもや
平松商店
ともに静岡県掛川市。干しいもなどサツマイモ加工品の製造、およびネットでの通信販売。

### 名糖グループ（旧：名古屋精糖グループ）
- 協同乳業（乳製品の製造。現在も同じmeitoブランドを使用している）
- 名糖運輸株式会社（東証1部。運輸業。協同乳業と名古屋精糖、名糖産業の共同出資だった）
- 名糖株式会社（製袋、各種包装用品の製造）
- 大和産業株式会社（米穀、食品原料の専門商社）
- 名糖健康保険組合（旧：名古屋精糖グループによる健康保険組合）